# Muhàmmad ibn al-Àixath
Muhàmmad ibn al-Àixath ibn Qays al-Kindí fou un cap àrab cap dels Banu Kinda de Kufa (successor del seu pare al-Àixath) quan va morir el 661. La seva mare era Umm Farwa, germana del primer califa Abu-Bakr as-Siddiq. Va portar les kunyes d'Abu-Maytha i Abu-l-Qàssim.
Per raons incertes el governador de l'Iraq, Ziyad ibn Abih (Zaid ibn Abi Suffin 670-673), va amenaçar a Muhàmmad durant la revolta del seu parent Hudr ibn Abi-l-Kindí el 671; el seu paper a la rendició del rebel no és clar. El governador de l'Iraq, Ubayd-Al·lah ibn Ziyad (673-679 i 680-683) li va donar una filla en matrimoni i el govern del Tabaristan, però no va poder establir la seva autoritat en aquesta regió.
Mort el califa Yazid I, el governador de l'Iraq va fugir i Muhàmmad va reconèixer l'autoritat d'Abd-Al·lah ibn az-Zubayr, que una mica després el va nomenar governador de Mossul. No sembla haver participat en la lluita a favor o contra al-Mukhtar ben Abi Ubayd, revoltat a Kufa, però quan aquest, després de dominar Kufa, va enviar governadors a les ciutats, l'antic governador Ubayd Allah ibn Ziyad va morir en lluita prop de Mossul i Muhàmmad va fugir de la ciutat cap a Takrit i un governador enviat per Mukhtar es va instal·lar a Mossul. Muhàmmad va reconèixer poc després a Mukhtar però el mateix any que ho va fer va fugir a Bàssora, lleial a Ibn al-Zubayr, potser per estar perseguit per Mukhtar o per la revolta dels ashraf (notables) de Kufa contraris a Mukhtar. El 687 va participar en un atac des de Bàssora de Mússab ibn az-Zubayr contra Kufa, que va posar fi al govern de Mukhtar. Va dirigir després una banda de refugiats de Kufa i va morir en campanya (vers 688)